# Perinereis striolata
Perinereis striolata är en ringmaskart som först beskrevs av Grube 1878.  Perinereis striolata ingår i släktet Perinereis och familjen Nereididae. Inga underarter finns listade i Catalogue of Life.